# (33729) 1999 NJ21
1999 NJ21 (asteroide 33729) é um asteroide da cintura principal. Possui uma excentricidade de 0.14359390 e uma inclinação de 12.68386º.
Este asteroide foi descoberto no dia 14 de julho de 1999 por LINEAR em Socorro.